# Шерман, Закари Рей
Закари Рей «Зак» Шерман (англ. Zachary Ray «Zack» Sherman: род. 5 февраля 1984 года) — американский актёр и продюсер, наибольшую известность получивший благодаря роли наркодилера Джаспера Германа в сериале «90210: Новое поколение».

## Биография и карьера
Родился 5 февраля 1984 года в городе Портленд, штат Орегон. Его мать — домохозяйка, отец — водитель службы доставки. В детстве часто болел. Занимался в школьном театре.
Дебютировал в кино в небольшой роли в драме 1998 года «15-летняя и беременная» с Кирстен Данст в главной роли. В 2001 году окончил школу и поступил Бостонский актёрский колледж, который успешно закончил в 2005 году.
Получил приглашение на съемки сериала «Рядом с домом». Затем последовали роли в короткометражных фильмах. В 2009 году получил роль Джаспера Германа в сериале «90210: Новое поколение» — племянника того самого мужчины, которого сбила Энни Уилсон в финале первого сезона. Вскоре у героев начинается роман, закончившийся попыткой самоубийства Джаспера.
Также занимается продюсированием фильмов.

## Фильмография
Кино и телевидение:
- 2010: Нигде / Nowhere — Генри
- 2009—2010: 90210: Новое поколение / 90210 — Джаспер (17 эпизодов)
- 2010: Убийца по призванию / Killer By Nature — Оуэн
- 2009: Моё самоубийство / My Suicide — Кори
- 2008: Гигантик / Gigantic — Скотт
- 2008: Жажда: Война крови / The Thirst: Blood War — Виктор
- 2006: Дальний уголок Йерихона / The Far Side Of Jericho — Мальчик
- 2006: Прочь от побережья / Down The P.C.H. — Фредди
- 2006: Рядом с домом / Close To Home — Патрик Лири (эпизод «The Shot»)
- 1998: 15-летняя и беременная / Fifteen & Pregnant — Адам Спэнглер (телевизионный фильм)

Короткометражные фильмы:
- 2008: Волнующая история / A Stirring Story
- 2007: Джесси / Jessie — Джон
- 2007: Рендал / Randal — Рендал
- 2007: Работа всей жизни / The Work Of Life — Гас
- 2005: Купер и  Брейди становятся профи / Cooper & Brady Turn Pro — Купер
- 2004: Визг и трепет / Wow & Flutter — Калеб